# Katolický tradicionalismus

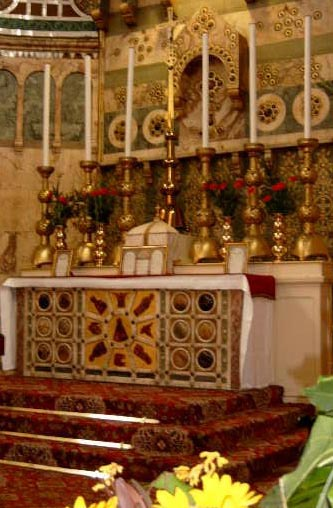
Typ oltáře užívaný zejména před Druhým vatikánským koncilem (kostel při Newmanově církevní universitě v Dublinu)

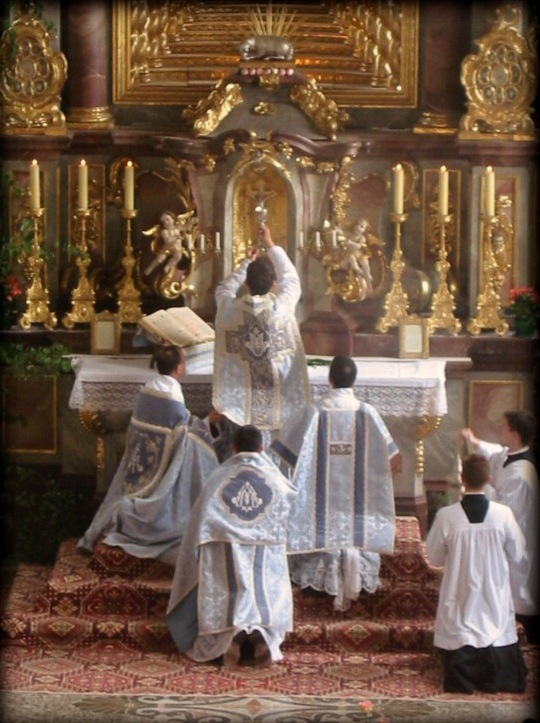
Pozdvihování během tridentské mše

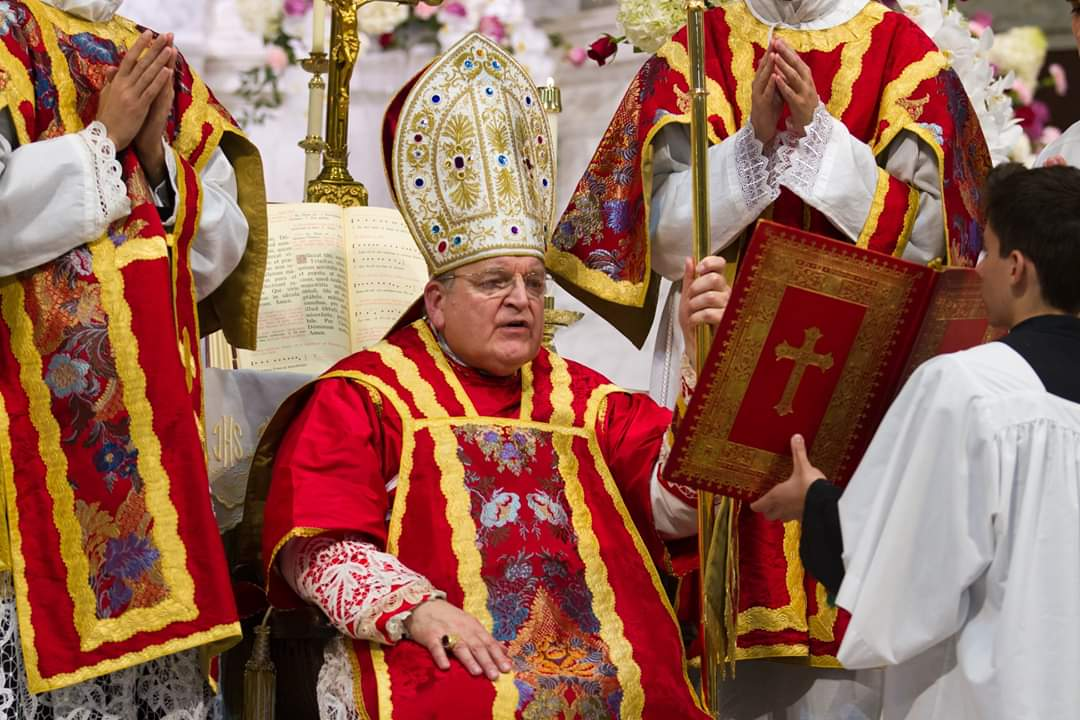
Raymond Leo kardinál Burke, jeden z příznivců katolického tradicionalismu, celebrující tridentskou bohoslužbu

Katolický tradicionalismus či tradiční katolicismus je označení pro směr katolicismu, který se staví odmítavě k mnoha změnám zvyků a hodnot, ke kterým začalo v katolické církvi docházet v období kolem druhého vatikánského koncilu (1962–1965) a po něm.
Forem a skupin tradicionalismu je více a odlišují se podle toho, v jakých oblastech spatřují problémy a příčiny krize po II. vatikánském koncilu. Některé skupiny problém vidí až v interpretaci a provádění dokumentů koncilu a následném vývoji (např. FSSP). Existují však i tradicionalisté, kteří naopak odmítají všechny papeže po Piu XII. či Janu XXIII. (sedisvakantisté), který svolal II. VK. Mezi těmito dvěma tábory se pohybuje názor, že koncil sice byl svolán řádně, ale prosadily se na něm omyly, které jsou obsaženy i v koncilních dokumentech (např. FSSPX). Typickým rysem tradicionalistů je užívání tradiční římskokatolické liturgie – nejčastěji tzv. tradiční mše, tradičního breviáře, tradičního kalendáře a bývá brán zřetel i na tužší postní praxi.
Kromě kritiky změny vnějších projevů víry (např. liturgie) však tradicionalisté kritizují taktéž věroučné postoje církve po Druhém vatikánském koncilu, které pokládají často za rozporné s tím, co církev učila dříve. Někteří z nich pokoncilní učení označují v jistých ohledech i za heretické.
V roce 2023 patří mezi největší kněžské komunity, které se nazývají jako tradicionalistické, zejména Kněžské bratrstvo svatého Pia X. (FSSPX) se 707 kněžími, Kněžské bratrstvo svatého Petra (FSSP) s 356 kněžími, Institut Krista Krále (ICKSP) se 130 kněžími a Institut Dobrého Pastýře (IBP) s 53 kněžími.

## Typy tradicionalismu
- Tradicionalisté v plném společenství se Svatým stolcem. Existuje několik oficiálně uznaných společenství tradicionalistických kněží, kteří v církví mají jistý právní status. Jedná se např. o Kněžské bratrstvo svatého Petra (FSSP), Institut Krista Krále (ICKSP), Institut Dobrého Pastýře (IBP) a další. Tyto skupiny uznávají Druhý vatikánský koncil i platnost novější liturgické formy Pavla VI., ač sami slouží mši tridentskou. Sami též vychovávají ve svých seminářích další následovníky. Kromě kněžských skupin existují i laická tradicionalistická sdružení (např. Una Voce či mládežnická Fœderatio Internationalis Juventutem a další).

- Tradicionalisté nemající plné společenství se Svatým stolcem, kteří svoji víru praktikují mimo rámec oficiálních církevních struktur, ačkoliv sami potvrzují svoji loajalitu vůči církvi i papeži. Největší z těchto společenství je Kněžské bratrstvo svatého Pia X. (FSSPX), které bylo založeno v roce 1970 arcibiskupem Marcelem Lefebvrem, tehdy ještě jako legitimní součást římskokatolické církve. O vzájemném vztahu mezi FSSPX a Římem probíhají jednání. Výraznějším krokem se v roce 2009 stalo zrušení exkomunikace papežem Benediktem XVI. čtyř biskupů vysvěcených nepovoleně v roce 1988 arcibiskupem Marcelem Lefebvrem. Vatikán též vyjádřil naději v rychlé vyřešení vztahů a brzký návrat FSSPX do plného společenství.

- Sedisvakantisté, kteří obecně považují papeže a biskupy za lidi, kteří upadli do hereze modernismu, a proto odmítají jejich autoritu. Takové skupiny nevyhledávají schválení církevními autoritami. Označení pochází z latinského sede vacante, což je označení pro uvolněné místo (papežské). Sedisvakantisté obvykle považují za dobu, od kdy je papežský stolec uvolněn, smrt Pia XII. v roce 1958, někteří však jako platného papeže uznávají i Jana XXIII. (1958–1963). Mezi sedisvakantistické skupiny patří například Bratrstvo svatého Pia V.

- Konklavisté, kteří vycházejí se sedisvakantistů, avšak na rozdíl od nich si zvolili vlastního papeže (či z většinového pohledu vzdoropapeže), kterého považují za skutečně platného. Jelikož dle nich není papežský stolec prázdný, nejsou ve vlastním slova smyslu sedisvakantisty, ačkoliv jsou mezi ně často taktéž řazeni.

Kromě tradicionalistů, kteří jsou vázáni k některému z kněžských společenství, existují v církvi pochopitelně i laické osoby, které se považují za tradicionalisty a takto napojeni nejsou. Např. účast římského katolíka na mších FSSPX je možná, neboť kněží FSSPX jsou vysvěceni platně a svátosti jimi vysluhované jsou tak také platné, ač některé jsou oficiálně nepovolené (jiné naopak byly povoleny papežem Františkem). Mezi jednotlivými tradicionalistickými skupinami existují taktéž spory. Na laické úrovni však tato pnutí nejsou tak výrazná, a tak se někteří laici účastní tridentských mší bez ohledu na to, jakým knězem jsou slouženy. Rozdělení mezi sedisvakantisty a ostatními tradicionalisty je obecně více zřetelné.

## Postoje
Z důvodu odlišností mezi jednotlivými tradicionalistickými skupinami se liší i jejich názory. Obecně však kritizují některé postoje katolické církve po Druhém vatikánském koncilu, které považují za rozporné s dřívějším učením, jak bylo definováno papeži a koncily. Nejedná se tak jen o námitky v oblastech vnější stránky víry a jejího uplatňování, ale v jádru stojí námitky věroučné. Mezi takováto věroučná témata, v kterých se postoj pokoncilní církve dle tradicionalistů odklonil od dřívějšího učení, jsou např. náboženská svoboda, vztah k nekatolickým křesťanům, jiným náboženstvím a nevěřícím, odluka církve a státu, biskupská kolegialita a vůbec přijmutí mnoha omylů modernismu a liberalismu, které odsoudili papežové 19., první poloviny 20. století a otcové na Prvním vatikánského koncilu.

### Druhý vatikánský koncil
Ústředním bodem tradicionalismu je postoj k Druhému vatikánskému koncilu. Z výše zmíněného vyplývá, že pozice tradicionalistů se v určitých aspektech odlišují. Společná je jim však kritika některých tendencí v katolickém prostředí, které se vyskytly po Druhém vatikánském koncilu. Jejich postoje stojí buď na odporu k některým výkladům koncilních textů, které označují za „liberální“ či „modernistické“, nebo na úplném popírání platnosti koncilu či na kombinaci těchto aspektů.
Častou námitkou v diskusích je upozorňování tradicionalistů na to, že Druhý vatikánský koncil byl koncilem pastorálním, a proto jeho závěry pro katolíky nemohou být natolik závazné jako závěry koncilů dogmatických. Jako podpora k tomuto pohledu jim slouží jednak zahajovací koncilní řeč Jana XXIII., zakončovací řeč Pavla VI., jednak výroky papeže Benedikta XVI. (z období jeho pontifikátu a zejména z období jeho vedení Kongregace pro nauku víry).
Také Benedikt XVI. mnohokrát kritizoval chápaní Druhého vatikánského koncilu jako nějakého zlomu či předělu v dějinách církve, nicméně oproti některým tradicionalistům na druhé straně zdůrazňoval jeho zasazení do církevní tradice a návaznost na koncily předešlé. Kritizuje tak odmítání koncilu jako takového a zdůrazňuje nutnost rozlišování mezi koncilem samotným, který je nutno přijmout, a jeho pozdějšími chybnými výklady ve jménu ducha koncilu. V knize rozhovorů s Vittoriem Messorim O víře dnes 20 let po koncilu k tomuto tématu ještě jako kardinál Ratzinger říká:
| „                  | Obrana pravé církevní tradice je obranou koncilu. Je to i naše vina, jestliže jsme dosud někdy dali popud (ať už zleva či zprava) k vytvoření představy, že II. Vaticanum bylo jakýmsi zlomem, opuštěním tradice. Naopak, existuje zde kontinuita, která nedovoluje ani návrat do minulosti, ani útěk vpřed, ani anachronickou nostalgii, ani neoprávněnou netrpělivost. Musíme zůstat věrni dnešku církve, nikoliv jejímu včerejšku nebo zítřku. A právě tímto dneškem církve jsou původní dokumenty II. Vaticana, bez výhrad, které je zmrzačují, a bez svévolných výkladů, které je zkreslují. | “ |
| — Joseph Ratzinger | |   |

Na jiném místě můžeme nalézt jeho slova:
| „                  | Pro katolíka není možné rozhodnout se pro II. Vaticanum a proti Tridentinu a I. Vaticanu. Kdo přijímá II. Vaticanum,...ten zároveň přijímá celou závaznou tradici katolické církve... To platí, alespoň v extrémních formách, pro tzv. progresismus. Stejně tak je nemožné se rozhodnout pro Tridentinum a I. Vaticanum, avšak proti II. Vaticanu. Kdo odmítá II. Vaticanum, popírá autoritu, ze které vycházely i oba předcházející koncily, a odtrhává je tak od jejich vlastního základu. To platí, opět v jeho extrémních formách, pro tzv. tradicionalismus. | “ |
| — Joseph Ratzinger | |   |

Tyto postoje papeže Benedikta XVI. se blíží umírněnějším formám tradicionalismu, který reprezentuje např. Kněžské bratrstvo svatého Petra. Naopak z přísnějších kruhů se ozývají názory, že dokumenty Druhého vatikánského koncilu je potřeba úplně přehodnotit a napravit, nikoliv pouze nějakým způsobem vykládat. Samostatnou kapitolou jsou sedisvakantisté, kteří koncil samotný považují za neplatný a heretický, stejně jako papeže.

### Ekleziologie a ekumenismus
Dle tradicionalistů se v moderní době církev odklonila od správných ekleziologických stanovisek. Podle jejich názoru se ustoupilo od chápání katolické církve jako jediné pravé církve založené Ježíšem Kristem, mimo niž nemůže být nikdo spasen, což by bylo popření dřívějších papežských dokumentů. S touto otázkou souvisí i, dle jejich slov, falešný ekumenismus, který má za cíl jakousi pan-křesťanskou jednotu bez toho, aniž by nekatolíci přistoupili na katolickou víru. To označují jako postoj odporující Bibli a různým papežským dokumentům (např. encyklikám Mortalium animos Pia XI. či Humani generis Pia XII.).

### Liturgie
Tradicionalisté obecně slouží či navštěvují tradiční liturgii (např. tzv. Tridentská mše či starobylé rity, jako je např. dominikánský) namísto mše podle pokoncilního misálu Pavla VI. K usnadnění tohoto způsobu slavení vydal v roce 2007 Benedikt XVI. motu proprio Summorum pontificum, díky kterému kněží ke slavení již nepotřebují povolení místního ordináře. Někteří tradicionalisté novější formu slavení kritizují nebo i úplně odmítají, jiní ji respektují jako platnou a legitimní, nicméně dávají přednost slavení způsobem starším. Další pak (např. FSSPX) ji chápou jako v principu platnou, nicméně ji vidí jako změnu k horšímu a praktický způsob její celebrace kněžími považují často za nepatřičný, což může dle nich vést až k její neplatnosti v dané situaci.
Co se kritiky týče, někteří tradicionalisté považují novější liturgickou formu za zaměřenou více na slavení samotné než na Boha, označují ji za méně krásnou a méně duchovně povznášející. Taktéž kritizují opomíjení biblických čtení, kde se vyskytují slova o pekle, vině a zázracích. Důsledné kritice podrobila nový mešní řád již před jeho vydáním skupina teologů vedená arcibiskupem Lefebvrem. Práci této skupiny pak papeži Pavlu VI. předložili kardinálové Alfredo Ottaviani a Antonio Bacci, a vešla tak ve známost jako Ottavianiho intervence. V dokumentu se nový způsob slavení označuje např. za nerespektující dogmatické závěry o mši svaté tridentského koncilu.
Dalšími body v liturgii, které tradicionalisté odmítají jako škodlivé novoty či dokonce jako projevy svatokrádežné, jsou mimo mnoha jiných např.:
- možnost přijímat ve stoje a na ruku namísto dřívějšího přijímání v kleče přímo do úst
- umožnění ženám předčítat z Písma svatého a možnost získat povolení pro jejich ministrování
- možnost mimořádného podávání sv. přijímání osobami bez kněžského svěcení

### Další body kritiky
- Náboženská svoboda chápaná na základě výkladu dokumentu Druhého vatikánského koncilu Dignitatis humanae jako základní právo člověka, což se dle tradicionalistů příčí učení bl. Pia IX. obsaženého v encyklice Quanta cura a k ní přiloženému Syllabu omylů. O svobodě se na koncilu samotném hojně diskutovalo. Zvláště konzervativnější otcové obhajovali učení o jednom pravém náboženství hájeném státem (totiž katolicismu) při toleranci ostatních.[4]
- Odloučení církve a státu, které se dle tradicionalistů začalo v pokoncilní církvi schvalovat jako správné, ačkoliv sekularizace je odsouzena jako bludná např. v encyklice Lva XIII. Libertas praestantissimum či již dříve v Syllabu omylů Pia IX.[5]

## Zvyky
V souvislosti se slavením liturgie podle staršího způsobu se tradicionalisté řídí liturgickým kalendářem, jaký byl před reformou v roce 1969: Není doba mezidobí, ale doba předpostní a po Seslání Ducha Svatého. Mnoho svátků svatých se slaví v jiný den a slavnosti jsou jiných stupňů.
Tradicionalisté zpravidla zachovávají i zvyky závazné v době před Druhým vatikánským koncilem, popř. prostě v dřívějších dobách mezi katolíky běžné, resp. dodržují striktnější předkoncilní pravidla. Tyto zvyky však nejsou výlučně projevem katolického tradicionalismu, ale zachovává je i mnoho dnešních katolíků mimo tradicionalistické skupiny.
Např.:
- Zdržení se v pátek pokrmů z masa teplokrevných zvířat (viz páteční půst) – jedná se sice o povinnost všech katolíků, ale mimo tradiční katolíky není brána příliš vážně a buďto je ignorována či (lokálně i s požehnáním ordinářů) velmi benevolentně nahrazována.
- půst od půlnoci (popř. 3 hodiny podle dispensu Pia XII.) před sv. přijímáním (současné kanonické právo ukládá 1 hodinu), viz také eucharistický půst
- v případě žen nošení pokrývky hlavy v kostele – toto je ale silně specifické lokálně: v Itálii je pokrývka hlavy vyžadována od všech katoliček ve většině kostelů a nedodržení tohoto požadavku často vede k odepření vstupu do kostela i u turistů, v ČR je to sice chválený, leč nevyžadovaný zvyk i mezi návštěvníky bohoslužeb FSSPX.[6]
- častá zpověď – praxe, která se rozvinula zejména v počátku 20. století v souvislosti s častým sv. přijímáním zavedeným Piem X.
- modlitba růžence (téměř výhradně v jeho klasické formě, tj. bez růžence světla), s tím jsou spojené i tzv. kruciáty
- při mši úklon hlavy kdykoliv je zmíněn Ježíš Kristus

## Počet tradicionalistů
Počet tradicionalistů mezi o něco více než 1 miliardou katolíků lze jen odhadovat, protože laici nejsou zpravidla nijak evidováni. Nelze vyjít ani z počtu návštěvníků tradičních liturgií, protože mnozí tradicionalisté nemají možnost je pravidelně navštěvovat a činí tak jen příležitostně.
Rozličné odhady celkového počtu tradičních katolíků se pohybují mezi 1 až 7 miliony. Další mluví o přibližně 2 milionech, které jsou ve sporu s Římem a stejném množství těch, kteří jsou s ním v dobrém vztahu. Odhady počtu příznivců FSSPX se pohybují od 600 000 do 1 milionu. V České republice lze odhadnout počet tradičních katolíků na řádově tisíce věřících, kterým na jaře 2018 sloužilo relativně častým vysluhováním tradičních liturgií asi 20 diecézních a řádových kněží, čtyři trvale působící kněží FSSPX, jeden trvale působící a jeden pravidelně dojíždějící kněz FSSP a jeden občasně dojíždějící kněz Odporu. Tridentská mše se v Česku slouží na téměř 30 místech, aktualizovaný seznam je možné sledovat na mezinárodním registru tradičních Mší – Latin Mass Directory.
Dvě největší tradicionalistická kněžská bratrstva FSSPX (v roce 2020 deklarovalo 1 114 členů, z toho 680 kněží) a FSSP (k listopadu 2020 deklarovalo 504 členů, z toho 330 kněží) působí ve 72, respektive 14 státech. Vedle nich ovšem existují ještě další tradicionalistická uskupení: Personální apoštolská administratura sv. Jana Marii Vianney (vytyčená v Brazílii v diecézi Campos, v roce 2014 zahrnovala 34 kněží a 32 813 evidovaných věřících), Institut Krista Krále (založen v Gabonu, sdružuje 110 kněží), Institut Dobrého Pastýře (založen ve Francii, v roce 2020 měl 48 kněží), Bratrstva sv. Vincenta Ferrerského (klášter Chémeré-le-Roi, v roce 2016 21 členů, v tom 12 kněží) a (pokud pod pojem tradicionalisté zahrneme i sedevakantisty) Kněžské bratrstvo svatého Pia V. působící v USA. V desátých letech 21. století došlo v důsledku sbližování FSSPX se Svatým stolcem k rozkolu v jeho řadách a odchodu či vyloučení desítek odpůrců tohoto sbližování v čele s biskupem Williamsonem. Tato skupina se spolu se svými příznivci označovala jako „Odpor“. V srpnu 2016 bylo biskupem Odporu Jeanem-Michelem Faurem oznámeno založení Kněžského společenství apoštolů Ježíše a Marie (SAJM).
Existují rovněž i řeholní komunity pěstující převážně či výhradně tradiční liturgii, kolem nichž jsou shromážděni laici, kteří využívají jimi nabízených tradičně vysluhovaných svátostí. Některé jsou v souladu s Římem (např. benediktinské opatství du Barroux ve Francii či cisterciácké opatství ve Vyšším Brodě v Čechách), jiné mají pozici podobnou postavení FSSPX (např. dominikáni z Avrillé a kapucíni z Morgonu ve Francii či benediktini z brazilského Nova Friburgo).
Nejvíce katolických tradicionalistů se nachází ve Francii, kde se těší výraznému podílu jak pokud jde o návštěvnost bohoslužeb, tak v kněžských svěceních. Ve Francii v roce 2008 pocházela třetina (245 z 741) seminaristů právě z tradicionalistických skupin s vyřešenými vztahy s Římem, dalších 40 seminaristů se pak připravovalo u FSSPX, v roce 2011 tvořili samotní kněží FSSPX 10 % všech nově vysvěcených katolických kněží ve Francii. V roce 2015 se podíl všech tradicionalistických kněží mezi novosvěcenci odhadoval na asi 25 %. Slovenský kněz Jozef Hutta působící ve Francii k tomu říká, že tradiční katolíci a jejich příznivci mají tři čtvrtiny kněžských povolání ve Francii a že jsou společně s charismatickým hnutím jedinou částí Římskokatolické církve, která vyvíjí skutečnou misijní činnost a která je přitažlivá pro francouzskou mládež.

## Omezování projevů tradiční katolické zbožnosti
Papež František list Summorum pontificum de facto odvolal dne 16. července 2021 vydáním motu proprio Traditionis custodes. Odvolání vedlo k vlně omezování vysluhování a navštěvování tradiční mše svaté celosvětově na mnoha místech. 

### Důsledky odvolání dokumentu
Celosvětově bylo úplně zakázáno biskupy sloužení tradiční mše minimálně v 26 diecézích a v 47 diecézích bylo zakázáno částečně. Relativně velký mediální ohlas vzbudilo vypovězení FSSP z diecéze Dijon v anticipaci zveřejnění Tradicionis custodes.